# Victor Dupré
Victor Dupré (Roanne, 11 maart 1884 - Commelle-Vernay, 7 juni 1938) was een Frans wielrenner, die beroeps was van 1903 tot 1913. Zijn specialiteit was het baansprinten. In die discipline werd hij in 1909 wereldkampioen. Hij nam in 1903 deel aan de eerste editie van de Ronde van Frankrijk, waar hij tijdens de eerste etappe moest afstappen.

## Belangrijkste overwinningen
1909
Frans kampioenschap op de baan, sprint, Elite
Wereldkampioenschap op de baan, sprint, Elite

## Resultaten in de Grote Rondes
| Jaar | Ronde van Italië | Ronde van Frankrijk | Ronde van Spanje |
| ---- | ---------------- | ------------------- | ---------------- |
| 1903 |                  | opgave              |                  |

- Bibliothèque nationale de France: cb14974459f (data)
- International Standard Name Identifier: 0000 0004 5095 6174
- Virtual International Authority File: 316737080